# Tosu
Tosu (鳥栖市, Tosu-shi) é uma cidade na prefeitura de Saga, na ilha de Kyushu, Japão.
Em 2003 a cidade tinha uma população estimada em 62 176 habitantes e uma densidade populacional de 866,81 h/km². Tem uma área total de 71,73 km².
Recebeu o estatuto de cidade a 1 de Abril de 1954.